# Carlos Marighella

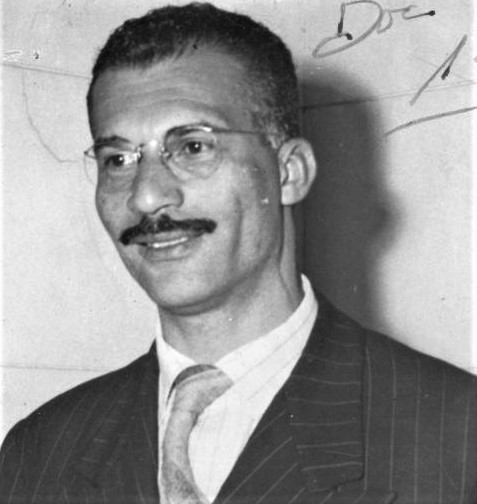
Carlos Marighella (Mitte der 1940er Jahre)

Carlos Marighella (* 5. Dezember 1911 in Salvador da Bahia; † 4. November 1969 in São Paulo) war ein brasilianischer Revolutionär und kommunistischer Theoretiker der Stadtguerilla. Er gründete die bis 1974 bestehende Untergrundorganisation Ação Libertadora Nacional (ALN). Er war als Verfasser eines Handbuchs über den urbanen Guerillakampf über seinen Tod hinaus einflussreich.

## Biographie
Carlos Marighella stammte aus einer Arbeiterfamilie und begann ein Ingenieurstudium. 1934 trat er in den Partido Comunista Brasileiro (PCB) ein und erhielt Leitungsaufgaben in der Partei. 1936 wurde er verhaftet und gefoltert. Nach einem Jahr in Haft wurde er im Rahmen einer Amnistie für politische Gefangene mit hängigem Verfahren aus dem Gefängnis entlassen. 1939 wurde Marighella erneut verhaftet und gefoltert, wobei er erst 1945 erneut frei kam, nachdem die Regierung von Getúlio Vargas gestürzt worden war. Für die PCB wurde er für die Verfassunggebende Versammlung von 1946 als Bundesabgeordneter für seinen Heimatstaat Bahia gewählt. Ab 1948 musste er wieder in den Untergrund gehen, da die Kommunistische Partei erneut verboten worden war und verbrachte 1953–1954 zwei Jahre in der VR China, wo er sich als Gast der Kommunistischen Partei Chinas aufhielt.
Beim Militärputsch 1964 wurde er von Leuten des Departamento de Ordem Política e Social (DOPS) verletzt und verhaftet. Er kam 1965 wieder frei. Als ehemaliges Mitglied des Kongresses gründete er unter der brasilianischen Militärdiktatur (1964–1985) eine Guerillabewegung (Stadtguerilla) und wurde zum bedeutendsten Vertreter der These, die Guerilla müsse vom Land in die Großstädte geführt werden. 1966 trat er aus der Leitung des PCB aus, da die Partei gewaltfrei vorgehen wollte, und nahm Kontakt mit der kubanischen Regierung auf. Marighella ging nach Kuba, wo er der Organização Latino-Americana de Solidariedade (OLAS) beitrat. Dort veröffentlichte er sein Handbuch.
Nach seiner Rückkehr nach Brasilien gründete er die Organisation Ação Libertadora Nacional (ALN), die 1969 an der Entführung des US-amerikanischen Botschafters teilnahm. Der Partido Comunista Brasileiro hatte ihn inzwischen aus seinen Reihen ausgeschlossen. Carlos Marighella wurde am 4. November 1969 in São Paulo in einem Hinterhalt des DOPS erschossen, dabei starben auch zwei Polizeikommissare. Zur Zeit seines Todes operierten mindestens sechs verschiedene bewaffnete revolutionäre Gruppen in Brasilien, so das Comando de Libertação Nacional.

## Das Handbuch Marighellas

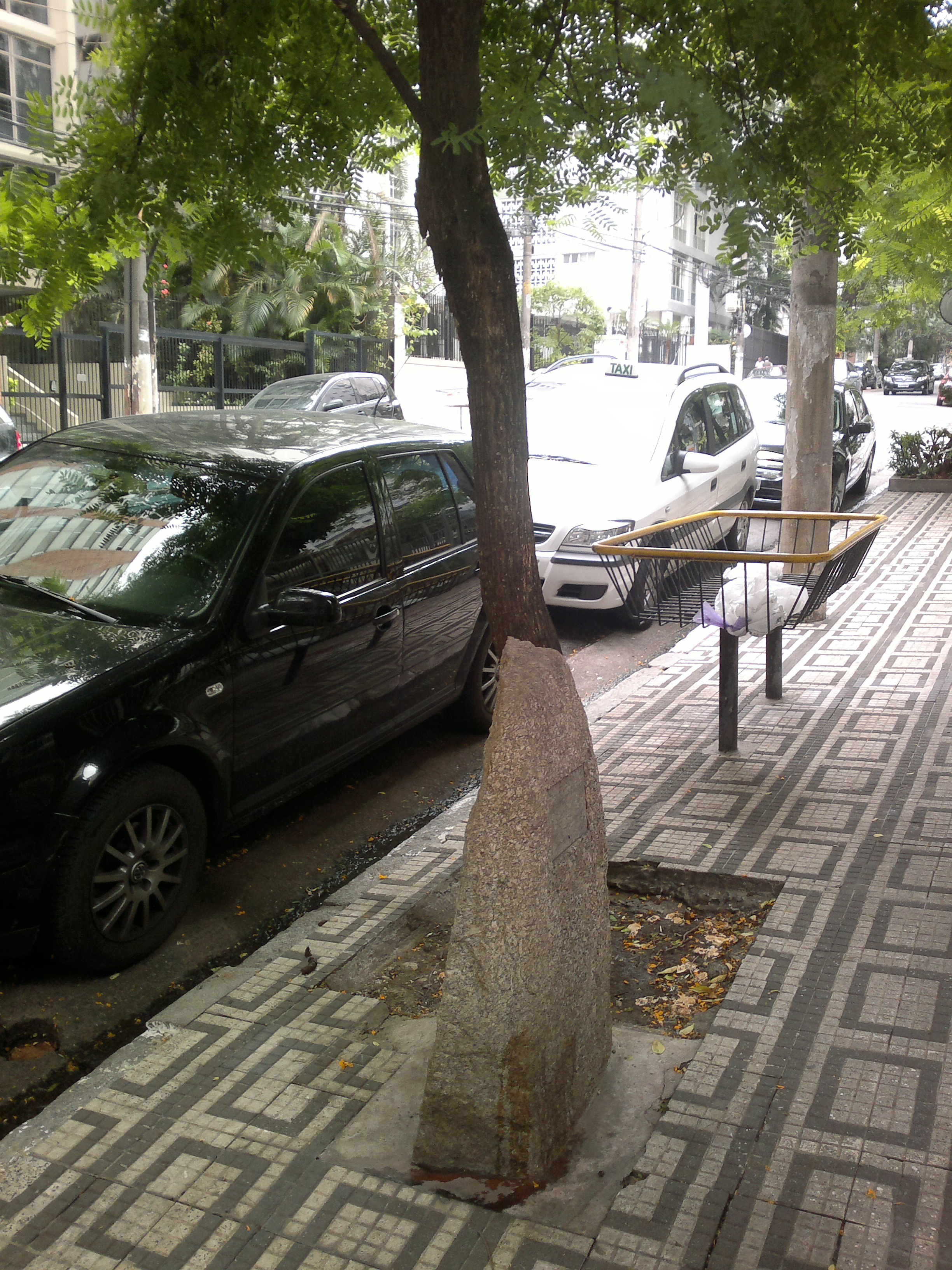
Mahnmal für Carlos Marighella am Ort seiner Ermordung in São Paulo

Carlos Marighellas Minimanual of the Urban Guerilla wurde in der amerikanischen Zeitschrift Tricontinental Nr. 16, Jan./Feb. 1970 in vollem Wortlaut abgedruckt. Tricontinental war eine kuba-orientierte Zeitschrift in englischer Sprache, die zweimal im Monat erschien. Eine deutsche Übersetzung unter dem Titel Minihandbuch des Stadtguerilleros erschien kurz darauf in: Sozialistische Politik. Hrsg.: Otto Suhr Institut Berlin. 2. Jg., Nr. 6/7 1970, S. 143–166 (das Otto-Suhr-Institut ist der Fachbereich für Politische Wissenschaften der Freien Universität Berlin).
Diese Schrift hatte maßgeblichen Einfluss auf westeuropäische Terrororganisationen, darunter auch die Rote Armee Fraktion und die italienischen Brigate Rosse. Er wurde auch vom portugiesischen Untergrund gegen die Diktatur des Estado Novo rezipiert. Das Handbuch war eines der ersten derartigen Anleitungsbücher, das Flugzeugentführungen als Aktion der bewaffneten Propaganda aufführte. Von Mai 1970 bis 1996 erschien der Text immer wieder in mindestens fünf unterschiedlichen selbstständigen deutschsprachigen Ausgaben als Untergrundschrift.